# Studio 2054

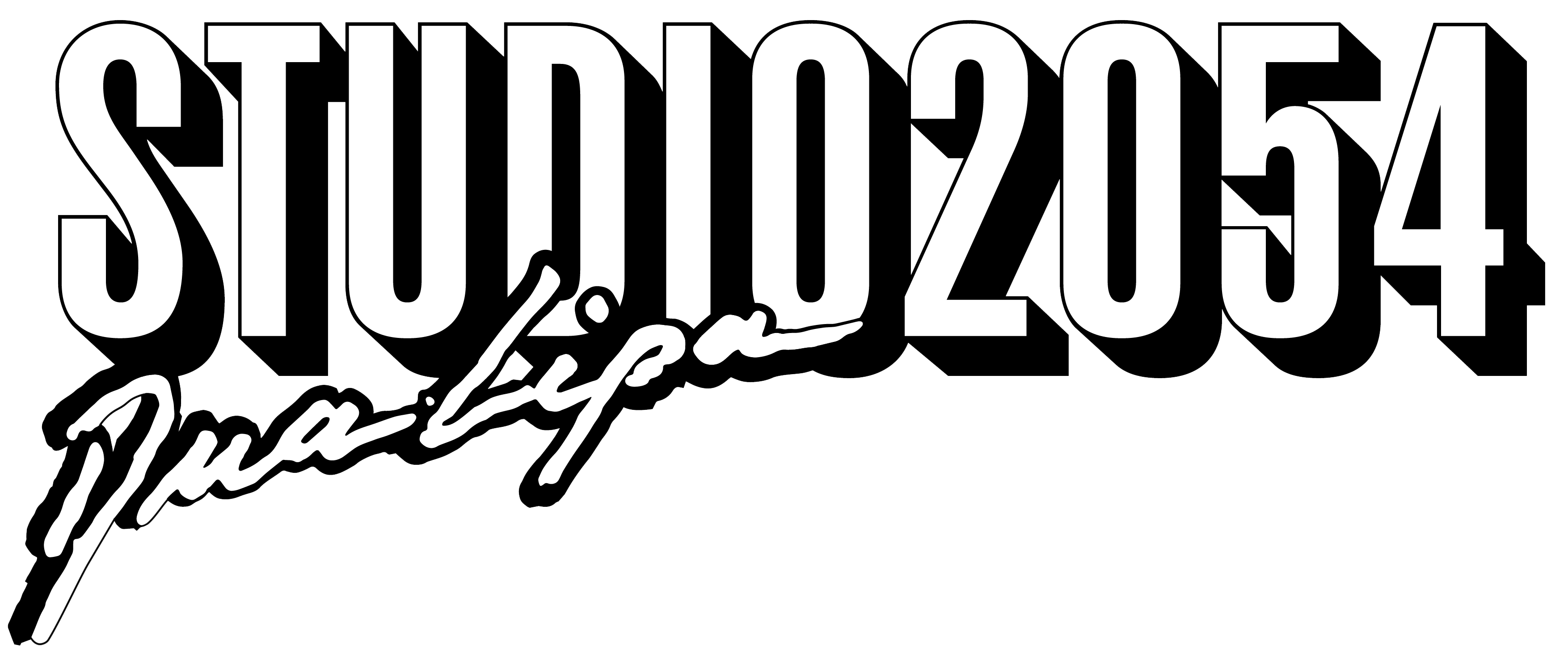
Logo oficial de Studio 2054

Studio 2054 fue un concierto en vivo de la cantante albanobritánica Dua Lipa, que tuvo lugar el 27 de noviembre de 2020, promocional para su segundo álbum de estudio, Future Nostalgia, tras haberse pospuesto el Future Nostalgia Tour debido a la pandemia de COVID-19. El nombre del evento es un homenaje a Studio 54. Participaron en él, como artistas invitados, Angèle, Bad Bunny, The Blessed Madonna, Buck Betty, Elton John, FKA Twigs, J Balvin, Kylie Minogue, Miley Cyrus y Tainy.

## Lista de sets
Adaptado de Pitchfork, con información adicional agregada de Billboard, i y NME.
| Acto I 1. «Future Nostalgia» 2. «Levitating» 3. «Pretty Please» Acto II 1. «Break My Heart» (con elementos de «I Feel Love») 2. «Why Don't You Love Me» (con FKA Twigs) 3. «Physical» 4. Interludio de mezcla de DJ de The Blessed Madonna (contiene «Boys Will Be Boys», «Cosmic Girl» y «Hollaback Girl») 5. «Cool» 6. «New Rules» | Acto III 1. «Prisoner» (interludio de videoclip con Miley Cyrus) 2. «Un Dia (One Day)» (con J Balvin, Bad Bunny y Tainy) 3. «Fever» (con Angèle) 4. «One Kiss» 5. «Real Groove» (con Kylie Minogue) 6. «Electricity» (con Kylie Minogue) Encore 1. «Rocket Man» (interludio de Elton John) 2. «Hallucinate» 3. «Don't Start Now" (con elemento de «Hung Up») |